# فید (مهندسی صدا)
فِید (به انگلیسی: Fade) در مهندسی صدا به افزایش و کاهش تدریجی سیگنال شنیداری گفته می‌شود. اگر سیگنال صدای یک آهنگ به سکوت منتهی شود به آن محواِنتها (به انگلیسی: Fade-Out) (کم‌کم محوشدن) و اگر سیگنال صدای یک آهنگ کم‌کم افزایش یابد به آن محواِبتدا (به انگلیسی: Fade-in) (کم‌کم بلندشدن) گفته می‌شود.